# Haplinis inexacta
Haplinis inexacta là một loài nhện trong họ Linyphiidae.
Loài này thuộc chi Haplinis. Haplinis inexacta được A. David Blest miêu tả năm 1979.